# لیدتشکو
لیدتشکو (به چکی: Lidečko) یک منطقهٔ مسکونی در جمهوری چک است که در ناحیه وستین واقع شده‌است. لیدتشکو ۱۷٫۳۶ کیلومتر مربع مساحت و ۱٬۸۶۸ نفر جمعیت دارد و ۴۴۵ متر بالاتر از سطح دریا واقع شده‌است.